# Derry Cairngorm
Der Derry Cairngorm ist ein 1155 Meter hoher, als Munro eingestufter Berg in Schottland. Sein gälischer Name Càrn Gorm an Doire bedeutet in etwa Blauer Berg von Glen Derry, wobei der Namensbestandteil Doire auf ein bewaldetes Gebiet hindeutet. Der Berg liegt in der Council Area Aberdeenshire in den zentralen Cairngorms gut 15 Kilometer nordwestlich von Braemar und knapp 25 Kilometer südöstlich von Aviemore. Im Norden ist der kleine See Loch Etchachan vorgelagert.

## Beschreibung
In den zentralen Cairngorms liegt der Derry Cairngorms östlich des Ben Macdui, des mit 1309 Metern höchsten Bergs der Cairngorms. Der langgezogene, in etwa von Nordnordwest nach Südsüdost verlaufende Bergrücken des Derry Cairngorm ist insgesamt etwa sechs Kilometer lang. Vom Ben Macdui ist er durch das tief eingeschnittene Coire Sputan Dearg getrennt, dessen östliche Talseite der breite Rücken des Derry Cairngorms ist. Nach Osten hin liegt das Glen Derry, dessen westliche Talseite der Berg bildet. Auf dieser Seite besitzt der Berg mit dem 983 Meter hohen Sgùrr an Lochan Uaine einen nach Nordosten in das Glen Derry vorspringenden und mit steilen, felsdurchsetzten Flanken abfallenden Vorgipfel. Auch die südlich anschließende Ostflanke des Derry Cairngorm fällt steil und felsdurchsetzt ab. Im Norden schließt der Derry Cairngorm über einen über 1000 Meter hohen Sattel an den Creagan a’ Choire Etchachan an, einen 1108 Meter hohen Vorgipfel, an den westlich der Übergang zum Ben Macdui anschließt. Nach Süden und Südosten fällt der Derry Cairngorm über einen namenlosen, 1040 Meter hohen Vorgipfel und einen anschließenden, langgezogenen und sanft abfallenden breiten Rücken allmählich in das Glen Lui ab. Während die unteren Partien des Berges von Heide- und Moosflächen geprägt sind, gefolgt von grasigen Hängen, besteht der Gipfelbereich aus Blockhalden und Felspartien aus rötlichem Granit. Im Gipfelbereich sind zwei Cairns vorhanden, der nördliche der beiden markiert den höchsten Punkt.

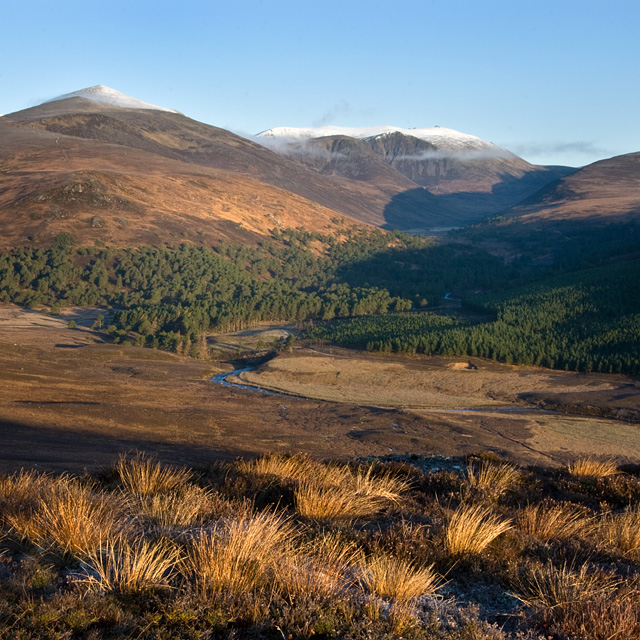
Blick von Süden auf Glen Lui, links die schneebedeckte Pyramide des Derry Cairngorm
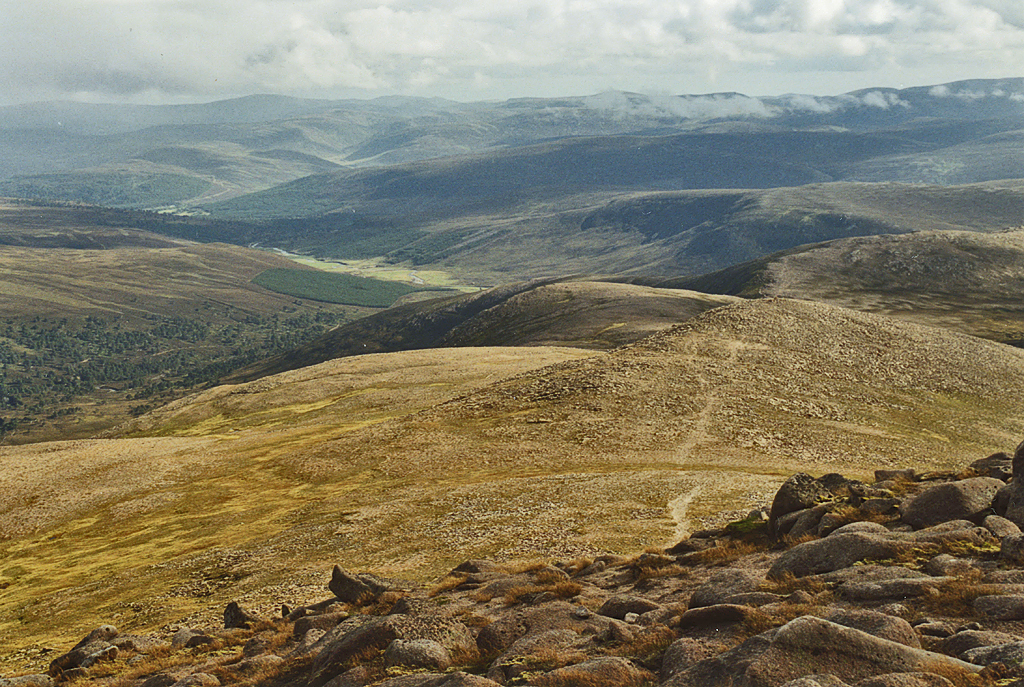
Blick vom Gipfel des Derry Cairngorms über den Südgrat, im Hintergrund das Glen Lui
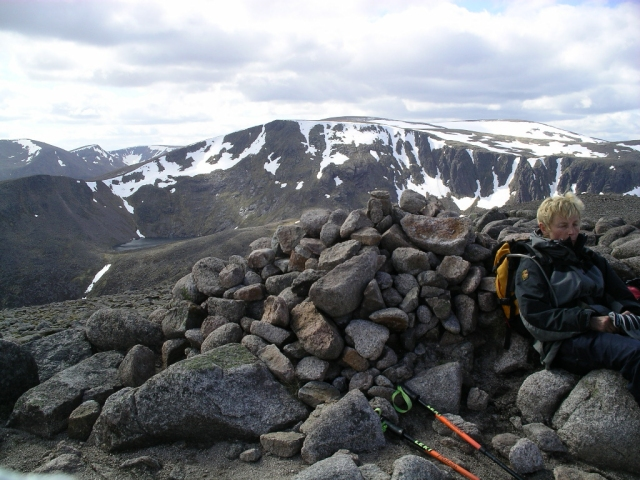
Der Gipfelcairn des Derry Cairngorm, im Hintergrund der Ben Macdui
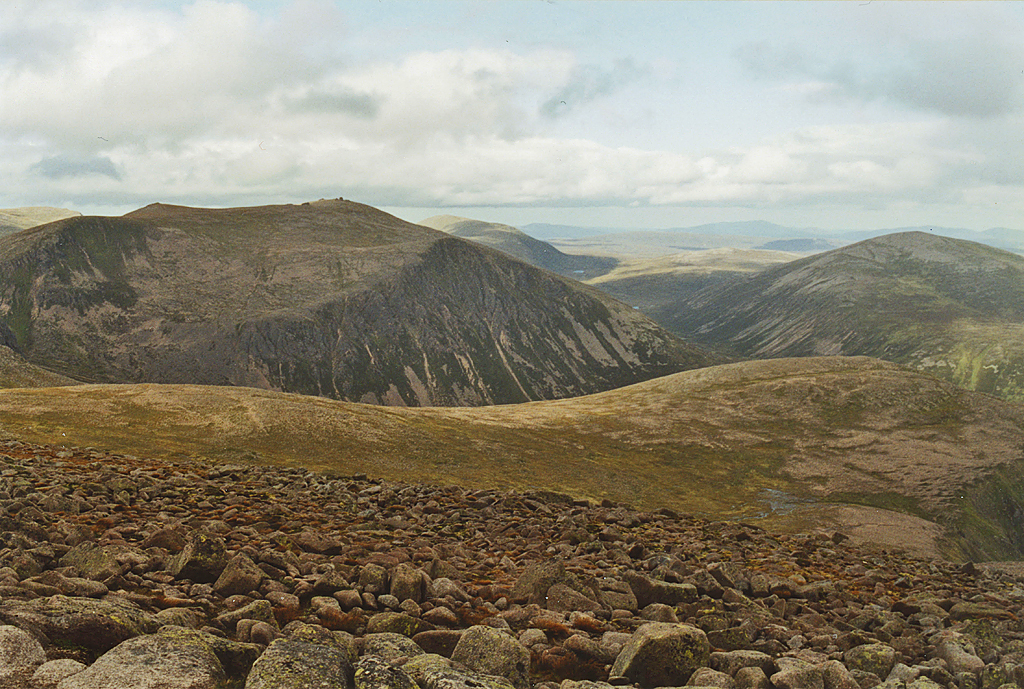
Blick vom Gipfel des Derry Cairngorm nach Nordosten, links der Beinn Mheadhoin, rechts der Beinn a’ Chaorainn

Durch seine Lage inmitten der unbesiedelten Berglandschaft der Cairngorms weitab öffentlicher Straßen erfordern alle Besteigungen des Derry Cairngorm lange Anmärsche. Viele Munro-Bagger kombinieren eine Tour auf den Derry Cairngorm mit der Besteigung eines seiner Nachbarn, meist des Ben Macdui oder des nordöstlich liegenden Beinn Mheadhoin. Erreicht werden kann der Berg von Südosten aus dem Glen Dee, wo das Ende der Fahrstraße bei den Linn of Dee westlich von Braemar der Ausgangspunkt für Zustiege ist. Der Zustieg führt durch das Glen Lui und weiter über den langen Südgrat des Derry Cairngorm bis auf den Gipfel. Alternativ kann der Berg auch durch das vom Glen Lui abzweigende Glen Derry und an dessen Talschluss ansteigend am Loch Etchachan vorbei von Norden bestiegen werden. Weitere Zustiegsmöglichkeiten bestehen aus Richtung Norden auch über den Ben Macdui und an Loch Etchachan vorbei zur Nordseite. Ausgangspunkt ist die Talstation der Standseilbahn Cairngorm.